# Luis Romero
Luis Romero est un footballeur paraguayen né le 4 janvier 1973 à San Lorenzo.

## Biographie

### Carrière
- 1999-00 : Real Sociedad Zacatecas  Mexique
- 1999-00 : Santos Laguna  Mexique
- 2000-01 : Santos Laguna  Mexique
- 2001-02 : Santos Laguna  Mexique
- 2002-03 : Santos Laguna  Mexique
- 2003-04 : Jaguares de Chiapas  Mexique
- 2004-05 : FC León  Mexique
- 2005 : Sportivo Luqueño  Paraguay
- 2006 : Sportivo Luqueño  Paraguay
- 2006 : Club Olimpia  Paraguay
- 2007 : Club Olimpia  Paraguay
- 2007 : Nacional FC  Paraguay

### Sélections
- ? sélections et ? buts avec le  Paraguay en 2000.